# Simon van Halewijn
Simon van Halewijn Alewijnz (Dordrecht, gedoopt 4 januari 1654 – Suriname, 1727) was bewindhebber bij de West-Indische Compagnie (WIC), burgemeester van Dordrecht, plantage-eigenaar in Suriname en gezant in dienst van de Engelse koning Willem III van Oranje.

## Opleiding
Van Halewijn was een zoon van Alewijn van Halewijn Francoisz en Arnoudina van Beaumont. Hij studeerde aan de Latijnse School in Dordrecht en promoveerde in 1675 aan de Universiteit van Harderwijk in de Rechten. Hij stond in Dordrecht ingeschreven als advocaat.

## Bestuurlijke functies
In 1677 trad hij in dienst bij de WIC als bewindhebber, en in 1678 werd hij rentmeester van de kerkelijke goederen in Dordrecht. In 1681 trouwde hij met Agneta de Witt, dochter van raadpensionaris Johan de Witt en Wendela Bicker. Uit dit huwelijk werden drie kinderen geboren die alle drie jong stierven.
Simon van Halewijn bekleedde diverse bestuurlijke functies, zoals schepen (1685) en burgemeester (1691) van Dordrecht. In 1686 werd hij als gedeputeerde namens Dordrecht naar de Staten van Holland afgevaardigd. In datzelfde jaar kocht hij de heerlijkheid Abbenbroek, waardoor hij de titel Heer van Abbenbroek kon dragen.

## Arrestatie en gevangenneming
In 1688 was de Negenjarige Oorlog uitgebroken met Frankrijk. Na de verloren Slag bij Steenkerke (1692) besloot Halewijn om op eigen initiatief vredesonderhandelingen met Frankrijk op te starten. Hij ontving een bedrag van 20.000 rijksdaalders van Robert de Piles du Plessis, een Franse geheim agent, om Dordrecht te bewegen zich bij de Staten van Holland in te zetten voor het Franse vredesplan. Deze geheime onderhandelingen lekten echter uit en zowel Simon als zijn broer Cornelis werden op 2 mei 1693 gearresteerd. Op 31 juli van dat jaar werd Simon wegens landverraad tot levenslange gevangenisstraf veroordeeld; zijn bezittingen werden verbeurd verklaard. Hij werd gevangen gezet in Slot Loevestein.

## Plantages in Suriname
In april 1696 wist Halewijn uit Loevestein te ontsnappen. Omdat het Hof van Holland een bedrag had uitgeloofd voor zijn arrestatie, besloot hij om het land te verlaten. Met hulp van zijn familie vluchtte hij naar Suriname, waar hij de suikerplantage Beaumont opzette. Later kwam hij nog in bezit van een aantal andere cacao-, koffie- en suikerplantages, zoals Peperpot, Puttenzorg, 't Ylant en Mopentibo. Op 17 juli 1725 hertrouwde Simon van Halewijn met de jongere Susanna van Kinckhuysen.

## Overlijden
In 1727 overleed Simon van Halewijn en werd hij begraven op zijn plantage 't Ylant. Zijn plantages gingen naar zijn neef François Teresteyn van Halewijn Cornelisz, pensionaris van Dordrecht en bewindhebber bij de West-Indische Compagnie. Alleen Mopentibo ging naar Susanna van Kinckhuysen, die uit de erfenis van haar vader ook al de plantage La Rencontre bezat.
Halewijn had in zijn testament aangegeven dat hij in Dordrecht herbegraven wilde worden. In 1731 werden zijn stoffelijke resten per schip naar Amsterdam gestuurd. Het duurde echter nog tot 1733 voordat Simon van Halewijn daadwerkelijk werd herbegraven in de Grote Kerk van Dordrecht.
- Biografisch Portaal: 25316929
- Nederlandse Thesaurus van Auteursnamen: 070072159
- Virtual International Authority File: 5400147270653535700007